# Caligari Filmpreis
Mit dem Caligari Filmpreis wird seit 1986 jährlich ein Film aus dem Programm des Forums der Berlinale ausgezeichnet. Der Preis wird seit 2024 vom Bundesverband kommunale Filmarbeit und der Streamingplattform filmfriend gestiftet. Namensgeber ist der deutsche Filmklassiker Das Cabinet des Dr. Caligari.
Initiator des Preises ist Heiner Roß (* 1942), von 1963 bis 1979 Geschäftsführer des damaligen Vereins Freunde der Deutschen Kinemathek in Berlin und von 1979 bis 2006 Leiter des Kommunalen Kinos Metropolis Kino in Hamburg. Der Preis zeichnet einen thematisch und stilistisch innovativen Film des Internationalen Forum des Jungen Films (seit 2006 als Berlinale Forum eine Sektion der Filmfestspiele) aus.

## Internationales Forum des Jungen Films
Das Forum wurde als eigenständiges Filmfestival gegründet, das seit 1971 parallel zur Berlinale stattfindet. Es wird heute als „Berlinale Forum“ vom Arsenal (Filminstitut)  in eigener Verantwortung veranstaltet. In ihm wird der Film „als künstlerische Ausdrucksform gegen Grenzziehungen und Kategorisierungen verteidigt“. Es geht ihm darum, das „Kino als Experimentierfeld zu behaupten und Entwicklungen zu stärken, die eine größere Öffentlichkeit erst noch finden müssen“. Die Bezeichnung „des Jungen Films“ ist heute im Sinne „des Neuen Films“ zu verstehen, in den Gründungsjahren, die mindestens bis 1986 gingen auch als „jung geblieben“ gedacht. Die englische Bezeichnung für das Forum lautet dementsprechend heute The International Forum of New Cinema.
Das Forum vergibt selbst keine Preise, jedoch werden fünf Preise (Stand 2009) von fünf unabhängigen Jurys an Filme des Forum-Programms vergeben. Als unabhängig gelten Jurys, die ihre Preise im Namen externer, vom Festival unabhängiger Organisationen und Institutionen vergeben. Der Caligari Filmpreis gilt als der renommierteste dieser Preise Unabhängiger Jurys.

## Jury
Die dreiköpfige Jury setzt sich aus zwei Vertretern des Bundesverbandes kommunale Filmarbeit sowie einem Vertreter von filmfriend zusammen.

## Preis
Der Preis besteht aus einer Statuette, handgefertigt aus schwarzem Schiefer, und einer Prämie von 4.000 Euro (Stand 2010). Das Preisgeld ging bis 2009 je zur Hälfte an den/die Regisseur und den zukünftigen Verleih des Preisträgerfilms. Seit 2010 wird die Prämie dazu verwendet, den Regisseur einzuladen, um mit dem prämierten Film auf Tournee durch ausgewählte Kommunale Kinos (KoKi) zu gehen. Die Statuette wurde von der Kölner Bildhauerin Gesina Liebe (* 1948 in Göttingen) entworfen, die diese jährlich gestaltet und die von der Verlagsgruppe Rheinischer Merkur finanziert wird. Die Preisverleihung findet jeweils am letzten Freitag des Festivals statt.

## Preisträger
Aufgeführt ist jeweils das Jahr, in dem die Preisverleihung stattfand. 
 1995 gab es zwei Preisträger. 
| Jahr | Titel                                               | Deutscher Verleihtitel                                                            | Deutscher Verleih                        | Regie                                                     | Land                                                               |
| 2025 | Fwends                                              |                                                                                   |                                          | Sophie Somerville                                         | Australien                                                         |
| 2024 | Shahid                                              |                                                                                   |                                          | Narges Kalhor                                             | Deutschland                                                        |
| 2023 | De Facto                                            |                                                                                   | Sixpackfilm                              | Selma Doborac                                             | Österreich / Deutschland                                           |
| 2022 | Geographies of Solitude                             |                                                                                   | arsenal distribution                     | Jacquelyn Mills                                           | Kanada                                                             |
| 2021 | A River Runs, Turns, Erases, Replaces               |                                                                                   | arsenal distribution                     | Shengze Zhu                                               | USA                                                                |
| 2020 | Victoria                                            | Victoria                                                                          | arsenal distribution                     | Sofie Benoot, Liesbeth De Ceulaer und Isabelle Tollenaere | Belgien                                                            |
| 2019 | Heimat ist ein Raum aus Zeit                        |                                                                                   | GMfilms                                  | Thomas Heise                                              | Deutschland, Österreich                                            |
| 2018 | La casa lobo (The Wolf House)                       |                                                                                   | arsenal distribution                     | Cristóbal León und Joaquín Cociña                         | Chile                                                              |
| 2017 | El mar la mar                                       |                                                                                   | arsenal distribution                     | Joshua Bonnetta und J.P. Sniadecki                        | USA                                                                |
| 2016 | Akher ayam el madina (In the Last Days of the City) |                                                                                   | arsenal distribution / wolf kino         | Tamer El Said                                             | Ägypten, Deutschland, Großbritannien, Vereinigte Arabische Emirate |
| 2015 | Balikbayan #1 Memories of Overdevelopment Redux III |                                                                                   | arsenal distribution                     | Kidlat Tahimik                                            | Philippinen                                                        |
| 2014 | Das große Museum                                    | Das große Museum                                                                  |                                          | Johannes Holzhausen                                       | Österreich                                                         |
| 2013 | Hélio Oiticica                                      | Hélio Oiticica                                                                    | arsenal distribution                     | Cesar Oiticia Filhos                                      | Brasilien                                                          |
| 2012 | Tepenin Ardı                                        | Tepenin ardi – Beyond the Hill                                                    | arsenal distribution                     | Emin Alper                                                | Türkei, Griechenland                                               |
| 2011 | The Ballad of Genesis and Lady Jaye                 | The Ballad of Genesis and Lady Jaye                                               | arsenal distribution                     | Marie Losier                                              | USA, Frankreich                                                    |
| 2010 | La bocca del lupo                                   | La bocca del lupo                                                                 | arsenal distribution                     | Pietro Marcello                                           | Italien                                                            |
| 2009 | Ai No Mukidashi                                     | Love Exposure                                                                     | Rapid Eye Movies                         | Sion Sono                                                 | Japan                                                              |
| 2008 | Tirador                                             |                                                                                   | kein Verleih                             | Brillante Mendoza                                         | Philippinen                                                        |
| 2007 | Kurz davor ist es passiert                          | Kurz davor ist es passiert                                                        | Filmgalerie 451                          | Anja Salomonowitz                                         | Österreich                                                         |
| 2006 | 37 Uses for a Dead Sheep                            | 37 Arten ein Schaf zu nutzen                                                      | Piffl Medien                             | Ben Hopkins                                               | Großbritannien                                                     |
| 2005 | Niu Pi                                              | Oxhide                                                                            | arsenal distribution                     | Liu Jia Yin                                               | China                                                              |
| 2004 | Dopo Mezzanotte                                     | Die zweite Hälfte der Nacht                                                       | Kairos Filmverleih                       | Davide Ferrario                                           | Italien                                                            |
| 2003 | Salt                                                | Salt                                                                              | arsenal distribution                     | Bradley Rust Gray                                         | Island, USA                                                        |
| 2002 | Un Día de Suerte                                    | Ein Glückstag                                                                     | Kairos Filmverleih                       | Sandra Gugliotta                                          | Argentinien                                                        |
| 2001 | Crónica de un desayuno                              | Chronik eines Frühstücks                                                          | arsenal distribution                     | Benjamin Cann                                             | Mexiko                                                             |
| 2000 | I Earini synaxis ton agrofylakon                    | Das Frühlingstreffen der Feldhüter                                                | Kairos Filmverleih                       | Dimos Avdeliodis                                          | Griechenland                                                       |
| 1999 | Viehjud Levi                                        | Viehjud Levi                                                                      | Arsenal Filmverleih                      | Didi Danquart                                             | Deutschland                                                        |
| 1998 | Kasaba                                              | Die Kleinstadt                                                                    | arsenal distribution                     | Nuri Bilge Ceylan                                         | Türkei                                                             |
| 1997 | Nobody’s Business                                   | Nobody’s Business                                                                 |                                          | Alan Berliner                                             | USA                                                                |
| 1996 | Charms Zwischenfälle                                | Charms Zwischenfälle                                                              | Ventura Film                             | Michael Kreihsl                                           | Österreich                                                         |
| 1995 | Madagascar                                          | Madagascar                                                                        |                                          | Fernando Pérez                                            | Cuba                                                               |
| 1995 | Complaints of a Dutiful Daughter                    | Klagen einer pflichtbewußten Tochter                                              |                                          | Deborah Hoffmann                                          | USA                                                                |
| 1994 | Sátántangó                                          | Satanstango                                                                       |                                          | Béla Tarr                                                 | Ungarn                                                             |
| 1993 | Anlian taohua yuan                                  | Das Land der Pfirsichblüte                                                        |                                          | Stan Lai                                                  | Taiwan                                                             |
| 1992 | Swoon                                               | Swoon                                                                             |                                          | Tom Kalin                                                 | USA                                                                |
| 1991 | All the Vermeers in New York                        | All’ die Vermeers in New York                                                     |                                          | Jon Jost                                                  | USA                                                                |
| 1990 | Untamagiru                                          | Untamagiru                                                                        |                                          | Go Takamine                                               | Japan                                                              |
| 1989 | Sama / La Trace                                     | Spuren – La Trace                                                                 |                                          | Néjia Ben Mabrouk                                         | Tunesien                                                           |
| 1988 | Nagunenun gilesodo schizi annunda                   | Der Mann mit den drei Särgen / Der Wanderer hält auch auf der Landstraße nicht an |                                          | Lee Jang-ho                                               | Korea                                                              |
| 1987 | Yuki yukite shingun                                 | Vorwärts, Armee Gottes!                                                           |                                          | Kazuo Hara                                                | Japan                                                              |
| 1986 | Shoah                                               | Shoah                                                                             | arsenal distribution DVD: Absolut Medien | Claude Lanzmann                                           | Frankreich                                                         |